# F-22 (药物)
F-22是一种有机化合物，分子式C14H21NO2，可作为致幻剂，可看作2,4,5-三羟基安非他命的醚衍生物，最早由亚历山大·舒尔金合成。